# Ан Хиджон
Ан Хиджон, также в СМИ упоминается как Ан Хи Джон или Ан Хи Чжон (кор. 안희정; род. 1 мая 1965, Нонсан, Чхунчхон-Намдо, Республика Корея) — политик, государственный служащий Республики Корея. С 2010 по 2018 год — губернатор провинции Чхунчхон-Намдо. В 2019 году осуждён и заключён в тюрьму на три с половиной года за сексуальное насилие.

## Политическая карьера

### Начало карьеры
В 1990 году стал Партийным исполнителем Организационного бюро «Центральной партии». В 1994 году занял пост Генерального секретаря Исследовательского института практики местного самоуправления. В 2001 назначен Генеральным секретарём избирательного лагеря кандидата в президенты Но Му Хёна, а через год руководителем группы по политическим вопросам канцелярии секретаря кандидата в президенты от «Демократической партии» Но Му Хёна.

### Тюремный приговор
В декабре 2003 года Ан Хи Джону и Ём Дон Ёну было предъявлено обвинение в получении незаконных пожертвований на предвыборную кампанию от нескольких бизнесменов. Он был признан виновным в апелляционном суде в сентябре 2004 года и приговорён к одному году тюремного заключения. Свой срок отбывал в Сеульском центре заключения. Ан был обеспокоен тем, что его осуждение может нанести вред президенту, и отказался от каких-либо политических должностей в правительстве, держа дистанцию.

### Возвращение в партию
После приговора Ану много раз отказывали в приёме на работу. Однако в 2005 году он занял должность научного сотрудника Азиатского научно-исследовательского института Корейского университета. С 2007 года — Постоянный председатель исполнительного комитета Форума по оценке правительства-участника, а также председатель «Демократической партии» в избирательных округах Нонсан, Герён и Кымсан. В 2008 году занял пост Президента Института лучшей демократии, а в 2009 году избран членом Верховного комитета «Демократической партии».

### Губернатор
На местных выборах, состоявшихся 2 июня 2010 года, Ан выиграл пост губернатора провинции Чхунчхон-Намдо у Пак Сан Дона из «Партии великой страны» с перевесом в 2,4 %. Кандидат от либеральной партии впервые одержал победу в консервативном избирательном округе. Избрание на должность губернатора было расценено как доказательство преодоления региональных настроений и заставило многих рассматривать его как будущего кандидата в президенты.
Ан был переизбран на должность губернатора Чхунчхон-Намдо в 2014 году, победив Чун Джин Сока.

### Президентская кампания 2017 года
Ан считался главным претендентом на роль кандидата на пост президента от «Демократической партии» наряду с лидером Мун Чжэ Ином. Его главная привлекательность заключалась в том, что он был молодым левоцентристским кандидатом, который был социально и экономически либеральным, но придерживался центристской позиции по вопросам национальной безопасности.
После того, как он финишировал позади Муна на праймериз, поддержал кандидата последнего. Однако опросы показали, что большинство первоначальных сторонников Ана начали поддерживать кандидата от «Народной партии» Ан Чхоль Су. Заняв второе место после Мун Чжэ Ина, Ан считался кандидатом на выдвижение на следующих президентских выборах в 2022 году.

## Уголовное преследование
5 марта 2018 года секретарь Ана Ким Джи Ын заявила во время интервью в прямом эфире новостного канала JTBC, что Ан подверг её сексуальному насилию, изнасиловав четыре раза за восемь месяцев. Она сообщила, что в офисе губернатора были и другие жертвы.
В тот же день на экстренном заседании партийного руководства Ан был исключён из «Демократической партии». Впоследствии он также подал в отставку с поста губернатора, признав обвинения и извинившись перед жертвами нападений.
10 марта Ан Хи Джон был допрошен прокуратурой по обвинению в сексуальном насилии над Ким. Он отрицал предполагаемое сексуальное насилие и утверждал, что оно было совершено по обоюдному согласию.
14 августа Западный окружной суд Сеула признал Ана невиновным. Это решение вызвало споры и в следующие выходные на улицах собрались протестующие. Критики постановления утверждали, что суд, сославшись на отсутствие доказательств, применил подход «винить потерпевшего». Некоторые также выразили обеспокоенность тем, что это решение показало отсутствие прогресса в движении Me Too и защите прав женщин в Южной Корее.
1 февраля 2019 года Высший суд Сеула отменил оправдательный приговор Западного окружного суда Сеула и заключил Ана в тюрьму на три с половиной года по обвинению в неоднократном изнасиловании его бывшей помощницы Ким Джи Ын. Председательствующий судья Хун Дон Ки заявил, что казалось «очевидным, что Ан знал о дисбалансе сил между ним и Ким» и что «показания Ким были последовательными и согласовывались с показаниями других свидетелей».

## После заключения
4 августа 2022 года покинул тюрьму Ёджу в провинции Кёнгидо после отбытия срока заключения. Согласно Закону о выборах государственных служащих и Закону об эффективности уголовных наказаний, политик не сможет баллотироваться на выборах в течение 10 лет после освобождения из тюрьмы.
4 апреля 2025 года Высокий суд Сеула обязал Ан Хи Джона и провинцию Чхунчхон-Намдо выплатить 83,04 миллиона вон в качестве компенсации жертве сексуального насилия Ким Джи Ын.

## Личная жизнь
Был женат на Мин Чжу Вон с 1991 по 2024 годы.